# Bukit Hitam
Bukit Hitam är ett berg i Indonesien.   Det ligger i provinsen Aceh, i den västra delen av landet, 1 600 km nordväst om huvudstaden Jakarta. Toppen på Bukit Hitam är 42 meter över havet.
Terrängen runt Bukit Hitam är platt.Runt Bukit Hitam är det tätbefolkat, med 442 invånare per kvadratkilometer. Omgivningarna runt Bukit Hitam är en mosaik av jordbruksmark och naturlig växtlighet.